# Östergötlands runinskrifter 102
Runinskrift Ög 102 som går under namnet "Kagahällen" är en lockhäll, en runristad stenplatta som varit lock till en gravkista i Kaga kyrka och Kaga socken i Östergötland. 

## Gravhällen
Gravkistan med det utsirade locket har förmodligen stått som ett monument ovanpå en gravplats ute på kyrkogården. Om locket däremot endast varit en gravhäll kan den ha legat infogad över en grav i kyrkans stenlagda golv. Den gravsatta har varit en kvinna med namnet Fridälv och enligt texten var det hennes make Sink som lade stenlocket ovanpå hennes grav.
Gravhällen som långt därefter hittades inlagd i en trappa till Kaga prästgård befriades och togs till vara och 2008 fanns den att beskåda i Stifts- och landsbibliotekets källare i Linköping. Ornamentiken består av en flätad runslinga i Urnesstil, vilket daterar den till 1000-talets senare hälft eller början på 1100-talet. Texten innehåller två punkterade i-runor och den från runor översatta inskriften lyder enligt nedan:

## Inskriften
Nusvenska: Sink lät lägga denna sten över Fridälv sin hustru. Gud hjälpe hennes själ.

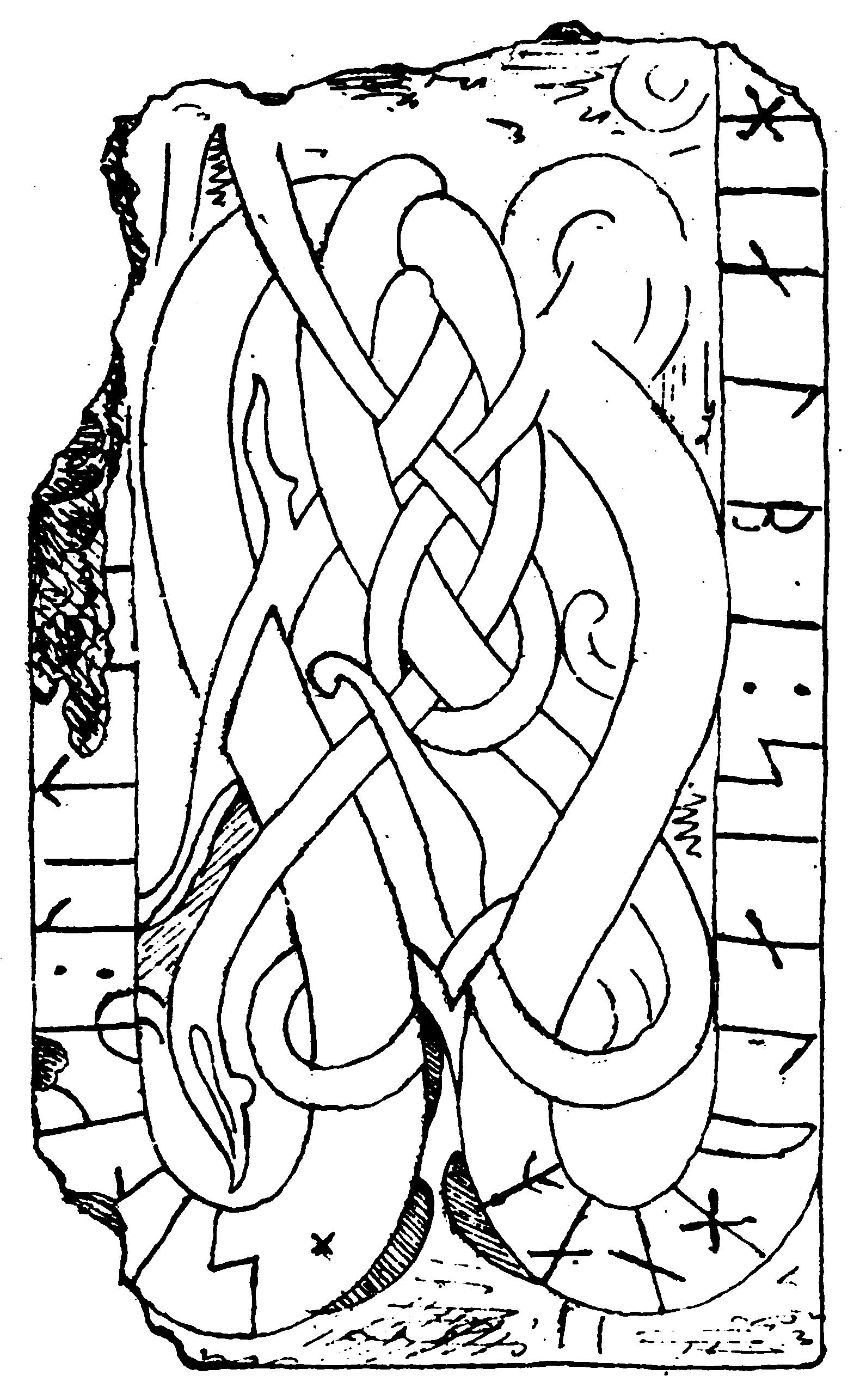
Teckning av ena halvan av Kagahällen, 1862.